# Kongur-Gletscher
Der Kongur-Gletscher (bulgarisch ледник Конгур lednik Kongur) ist ein 2,7 km langer Gletscher auf Smith Island im Archipel der Südlichen Shetlandinseln. Von den Nordwesthängen der Imeon Range fließt er westlich des Mount Christi zur Drakestraße.
Bulgarische Wissenschaftler kartierten ihn 2008. Die bulgarische Kommission für Antarktische Geographische Namen benannte ihn im selben Jahr nach dem Naturschutzgebiet Kongur im Belasizagebirge im Südwesten Bulgariens.